# Comuna Erbiceni, Iași
Erbiceni (în trecut, Bârlești) este o comună în județul Iași, Moldova, România, formată din satele Bârlești, Erbiceni (reședința), Spinoasa, Sprânceana și Totoești.

## Așezare
Comuna se află în centrul județului, pe malurile Bahluiului, la nord de orașul Podu Iloaiei. Este străbătută de șoseaua județeană DJ281, care o leagă spre sud de Podu Iloaiei (unde se termină în DN28) și spre nord-vest de Belcești, Cotnari, Ceplenița, Scobinți (unde se intersectează cu DN28B) și Sirețel. Prin comună trece și calea ferată Podu Iloaiei-Hârlău, pe care este deservită de halta de călători Erbiceni și de halta Spinoasa.

## Demografie
Componența etnică a comunei Erbiceni
     Români (86,86%)
     Alte etnii (0%)
     Necunoscută (13,14%)
Componența confesională a comunei Erbiceni
     Ortodocși (80,54%)
     Romano-catolici (4,23%)
     Penticostali (1,65%)
     Alte religii (0,19%)
     Necunoscută (13,39%)
Conform recensământului efectuat în 2021, populația comunei Erbiceni se ridică la 5.154 de locuitori, în scădere față de recensământul anterior din 2011, când fuseseră înregistrați 5.457 de locuitori. Majoritatea locuitorilor sunt români (86,86%), iar pentru 13,14% nu se cunoaște apartenența etnică. Din punct de vedere confesional, majoritatea locuitorilor sunt ortodocși (80,54%), cu minorități de romano-catolici (4,23%) și penticostali (1,65%), iar pentru 13,39% nu se cunoaște apartenența confesională.

## Politică și administrație
Comuna Erbiceni este administrată de un primar și un consiliu local compus din 15 consilieri. Primarul, Răzvan-Gabriel Bulancea[*], de la Partidul Național Liberal, este în funcție din 1 noiembrie 2024. Începând cu alegerile locale din 2024, consiliul local are următoarea componență pe partide politice:
|  | Partid                          | Consilieri | Componența Consiliului | Componența Consiliului | Componența Consiliului | Componența Consiliului | Componența Consiliului | Componența Consiliului | Componența Consiliului |
|  | ------------------------------- | ---------- | ---------------------- | ---------------------- | ---------------------- | ---------------------- | ---------------------- | ---------------------- | ---------------------- |
|  | Partidul Social Democrat        | 7          |                        |                        |                        |                        |                        |                        |                        |
|  | Partidul Național Liberal       | 7          |                        |                        |                        |                        |                        |                        |                        |
|  | Alianța pentru Unirea Românilor | 1          |                        |                        |                        |                        |                        |                        |                        |

## Istorie
La sfârșitul secolului al XIX-lea, comuna purta denumirea de Bârlești, făcea parte din plasa Bahlui a județului Iași și era formată din satele Bârlești, Totoești, Erbiceni și Spinoasa, având în total 2375 de locuitori. Funcționau în comună o moară de apă, una de aburi, două școli cu 80 de elevi, și patru biserici. Anuarul Socec din 1925 consemnează comuna cu noul nume de Erbiceni, în aceeași plasă și având 3194 de locuitori și aceeași structură (cu satul Bârlești separat în Bârlești-Români și Bârlești-Unguri). În 1931, comuna a fost desființată temporar, satele ei trecând la comuna Podu Iloaiei, dar a fost reînființată la scurt timp.
În 1950, comuna a fost transferată raionului Iași din regiunea Iași. În 1968, a revenit la județul Iași, reînființat.

## Monumente istorice

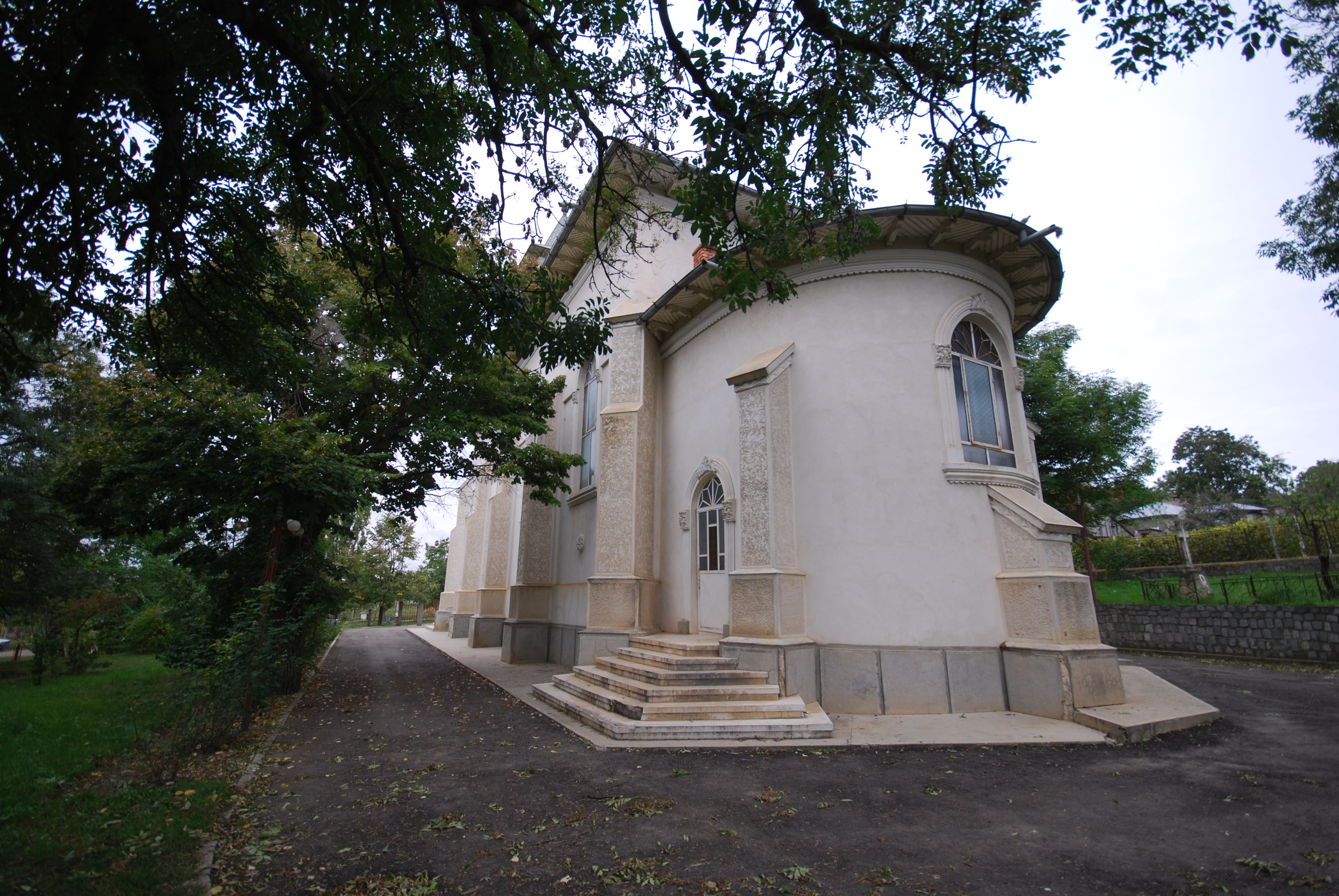
Biserica „Sfinții Împărați” din satul Erbiceni, monument istoric de interes local

Șapte obiective din comuna Erbiceni sunt incluse în lista monumentelor istorice din județul Iași ca monumente de interes local.
Cinci dintre ele sunt situri arheologice: situl de „la Curtea Boierească” din vatra satului Bârlești conține așezări din eneolitic (cultura Cucuteni, faza B), Epoca Bronzului Târziu (cultura Noua), secolele al III-lea–I î.e.n. (perioada Latène), secolul al IV-lea e.n. (epoca daco-romană) și secolele al XVI-lea–al XVII-lea (Evul Mediu); situl de „la Pepinieră” (la 1 km sud-est de același sat) cuprinde așezări din Epoca Bronzului Târziu (cultura Noua), eneolitic (una aparținând culturii Precucuteni și alta culturii Cucuteni), eneoliticul final (cultura Horodiștea-Erbiceni), secolul al IV-lea e.n. (epoca daco-romană) și secolele al XI-lea–al XIII-lea (Evul Mediu Timpuriu); pe „dealul Sărăturilor” de la 1,3 km nord de satul Erbiceni s-au găsit așezări din Epoca Bronzului Timpuriu și din eneoliticul final (cultura Horodiștea-Erbiceni); situl de „la Curtea Veche” de pe promontoriul bisericii din Erbiceni (partea nord-vestică a vetrei satului), are în alcătuire urme de așezări din neolitic (cultura Starčevo-Criș), eneolitic (cultura Cucuteni), perioada Halstatt, secolul al IV-lea e.n. (epoca daco-romană), secolul al VII-lea–al VIII-lea (Evul Mediu Timpuriu), secolul al XV-lea și secolele al XVII-lea–al XVIII-lea (Evul Mediu); în sfârșit, la „Poala Catargului”, la 1,4 km sud-vest de satul Spinoasa, mai este un sit cu așezări din paleolitic, eneolitic (cultura Cucuteni, una faza A și alta faza B), Epoca Bronzului Târziu (cultura Noua), perioada Halstatt, perioada Latène (cultura geto-dacică), secolele al II-lea–al III-lea e.n. (epoca romană), secolul al IV-lea e.n. (epoca daco-romană) și una din Evul Mediu Timpuriu.
Celelalte obiective sunt clasificate ca monumente de arhitectură — biserica „Sfinții Împărați” (1848) din satul Erbiceni, și gara Erbiceni (sfârșitul secolului al XIX-lea).

## Personalități
- Constantin Erbiceanu (1838 - 1913), istoric, membru titular al Academiei Române.